# Canzio, Canziano e Canzianilla
I santi Canzio, Canziano e Canzianilla sono ritenuti dalla tradizione tre fratelli cristiani, che furono martirizzati nei pressi di Aquileia sotto l'impero di Diocleziano: sono venerati dalla Chiesa cattolica romana.

## Biografia
La leggenda fiorita sicuramente non prima del VI secolo, ispiratasi alla Passio Anastasiae e progressivamente arricchitasi di particolari, afferma che fossero imparentati con la nobile e potente famiglia degli Anici. I tre fratelli sarebbero stati educati alla fede cristiana dal loro pedagogo Proto.
Morto l'imperatore Carino, che forse era loro parente, ed intensificata la persecuzione contro i cristiani, i tre fratelli avrebbero deciso di lasciare Roma e di rifugiarsi presso Aquileia, dove la famiglia possedeva dei terreni e il cui vescovo Crisogono era loro amico.
Prima di lasciare Roma avrebbero liberato tutti i loro schiavi dopo averli battezzati, venduto tutto ciò che possedevano e distribuito il ricavato ai poveri.
Giunti ad Aquileia, sarebbero stati informati del martirio di Crisogono, avvenuto presso Aquae Gradatae, località a circa dodici miglia da Aquileia (identificata con l'attuale San Canzian d'Isonzo).
Durante la notte apparve loro Cristo, che li esortava a recarsi sul luogo del martirio; il giorno successivo i tre fratelli e il loro pedagogo Proto si misero in viaggio su un carro trainato da mule. Arrivati alle Aquae Gradatae s'inginocchiarono e pregarono sulla tomba di Crisogono, ma furono arrestati dalle guardie dei magistrati aquileiesi Dulcidio e Sisinnio. Invitati ad abiurare la loro fede cristiana, Canzio, Canziano e Canzianilla con Proto rifiutarono e furono immediatamente decapitati.
Il monaco Zoilo, lo stesso che in precedenza aveva recuperato e sepolto il corpo di Crisogono, diede loro una sepoltura comune in una fossa rivestita di lastre marmoree. Anche il corpo di Proto fu sepolto nelle vicinanze.
In realtà, la fonte biografica più antica, Massimo di Torino, non fa menzione di alcun collegamento con Roma, immaginato sicuramente più tardi, ma afferma autorevolmente che erano fratelli di sangue e che furono martirizzati insieme mentre si allontanavano in cocchio da Aquileia. A Roma non risulta mai usato il nomen Cantianus; alcuni manoscritti riportano un unico Cantius, ma parrebbe una trascrizione errata del molto più attestato Scantius, di cui si conosce l'etimologia da un epiteto in latino antico. Riguardo alla provenienza dei tre martiri, l'ipotesi più probabile è che il loro nome (un riferimento anteriore allo stesso Massimo di Torino parla semplicemente dei Canziani) appartenga alla categoria degli etnonimi indicante la loro provenienza dal centro proto-urbano di Cantium, presso il lago di Como, di cui si sa che fu evangelizzato piuttosto precocemente (attorno al 200 d.C.) e agevolmente collegato con il vivacissimo snodo commerciale di Aquileia attraverso le vie consolari Gallica e Postumia. La presenza fin da antica data di importanti porzioni delle reliquie dei santi Canziani in Lombardia – parte dei quali furono trasportate a Sens e furono all'origine della diffusione della devozione per essi in Francia e Germania – e il fatto che quelle conservate presso il duomo di Grado fossero custodite in un'unica teca insieme a quelle di un antico vescovo lombardo (san Flavio Latino di Brescia, città collocata sulla via Gallica), va a corroborare decisamente questa ipotesi.
La ricorrenza della loro memoria è il 31 maggio, data della loro passione secondo la tradizione.

## Chiese dedicate ai santi

### Austria
- Chiesa dei Santi Canzio, Canziano e Canzianilla a Sankt Kanzian am Klopeiner See
- Chiesa parrocchiale di San Canziano a Saak, nei pressi di  Nötsch im Gailtal
- Chiesa parrocchiale di San Canziano a Kanzianiberg, nei pressi di Finkenstein am Faaker See

### Croazia
- Chiesa dei santi Canzio, Canziano e Canzianilla a Lanischie [3]

### Italia
- Chiesa dei santi Canzio, Canziano e Canzianilla a San Canzian d'Isonzo
- Chiesa di San Canciano a Venezia
- Chiesa di San Canziano a Padova
- Chiesa parrocchiale di San Canciano martire a Crauglio, frazione di San Vito al Torre
- Chiesa di San Canziano a Paglieta (Chieti)
- Chiesa parrocchiale di San Canciano Martire a Pantianicco, frazione di Mereto di Tomba
- Chiesa parrocchiale di San Canziano Martire a Prato Carnico
- Chiesa parrocchiale di San Canciano Martire a Risano, frazione di Pavia di Udine
- Chiesa parrocchiale di San Canciano Martire a Gonars
- Chiesa dei santi Canzio, Canziano e Canzianilla a Gorizzo, frazione di Camino al Tagliamento

### Slovenia[4]
- Chiesa dei Santi Canzio, Canziano, Canzianilla e Proto a Kranj
- Chiesa dei Santi Canzio, Canziano e Canzianilla  a Podreča, nei dintorni di Kranj
- Chiesa di San Canziano a Ukanje
- Chiesa di San Canziano a Rečica ob Savinji
- Chiesa di San Canzio a Selo, nei dintorni di Žirovnica
- Chiesa dei Santi Canzio, Canziano e Canzianilla  a Truscolo
- Chiesa di San Canzio a Škocjan nei dintorni di Domžale
- Chiesa di San Canziano a Barca nei dintorni di Divaccia
- Chiesa di San Canziano a San Canziano della Grotta nei dintorni di Divaccia
- Chiesa di San Canzio a Recca San Giovanni nei dintorni di Circhina
- Chiesa di San Canziano a Planina nei dintorni di Aidussina
- Chiesa di San Canziano a Breznica nei dintorni di Žiri
- Chiesa di San Canzio a Vrzdenec nei dintorni di Horjul
- Chiesa di San Canzio a Gorenje Jezero nei dintorni di Circonio
- Chiesa di San Canziano a Rožno nei dintorni di Krško
- Chiesa di San Canziano a Polana nei dintorni di Laško
- Chiesa di San Canziano a Britof presso Lig

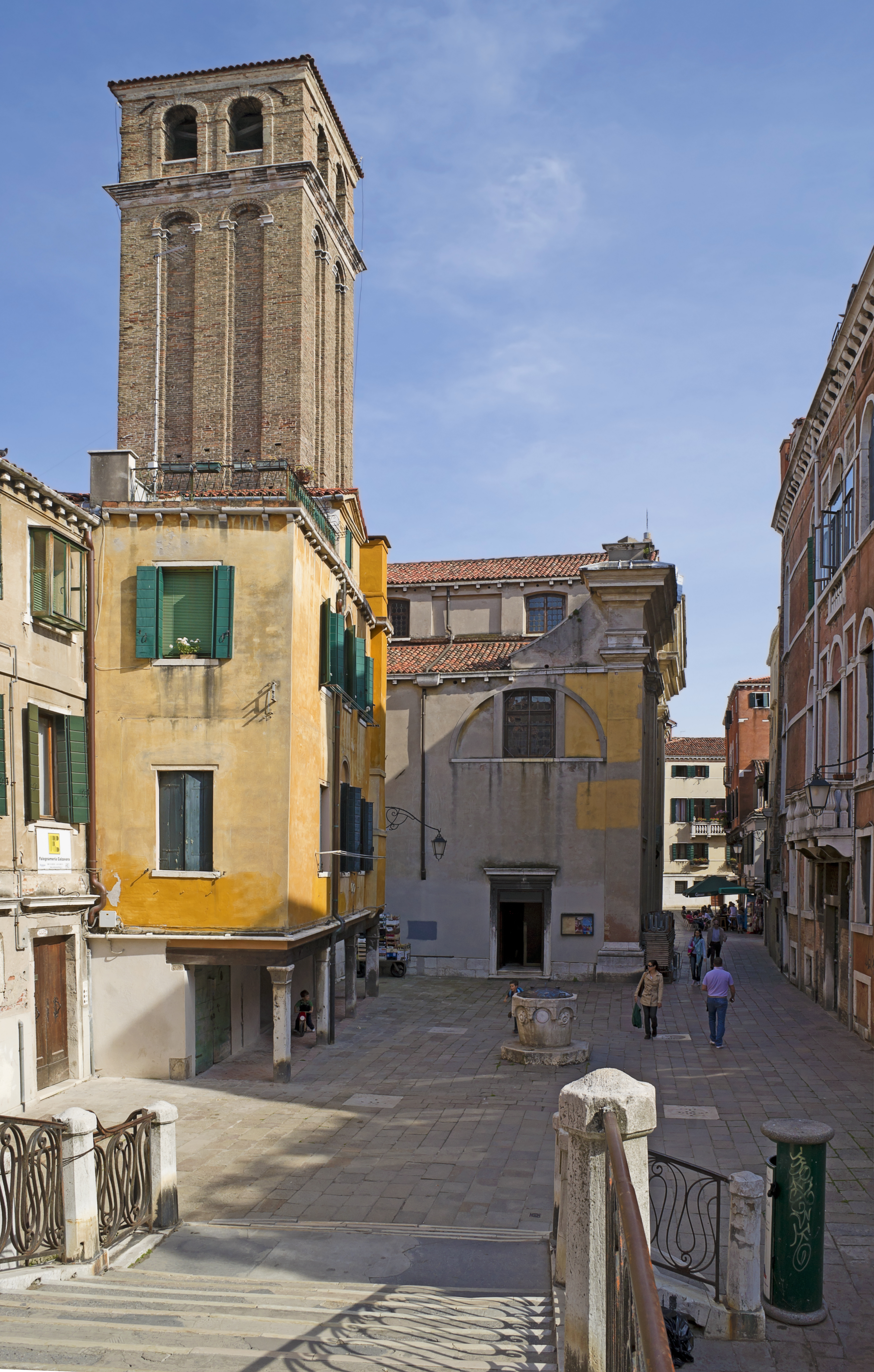
Venezia - Chiesa di San Canciano
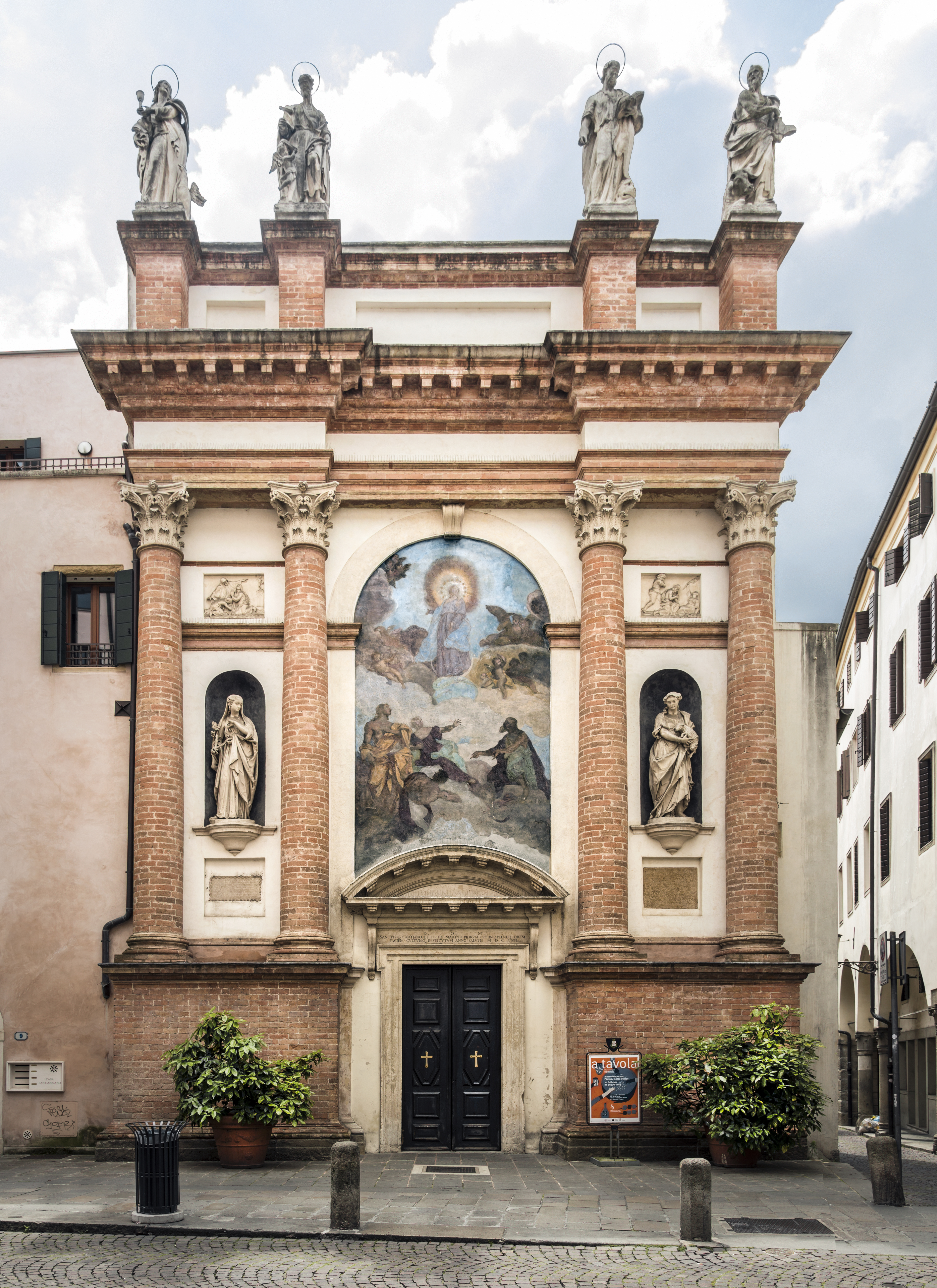
Padova - Chiesa di San Canziano
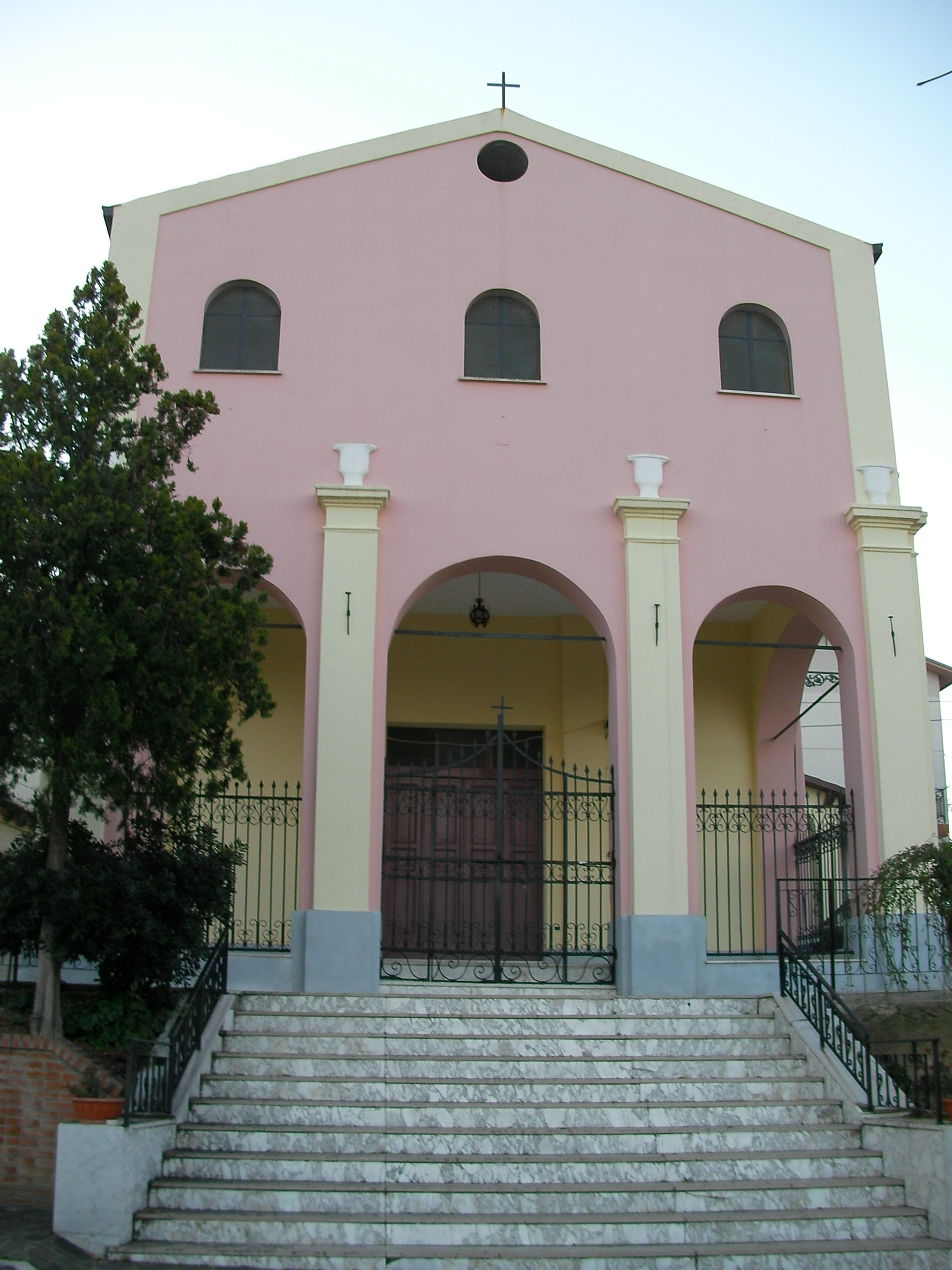
Paglieta (Chieti) - Chiesa di San Canziano
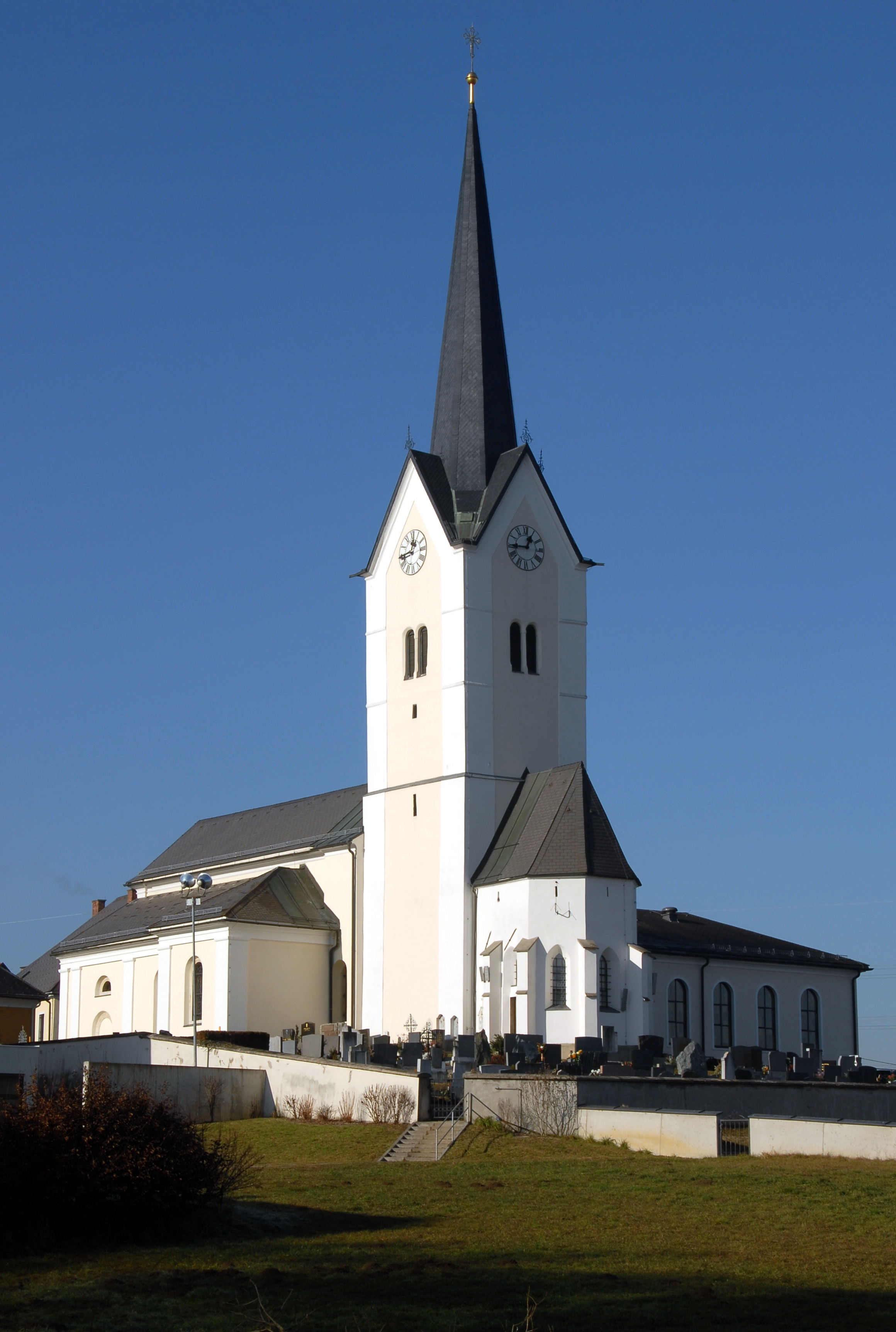
Sankt Kanzian am Klopeiner See - Chiesa di San Canziano
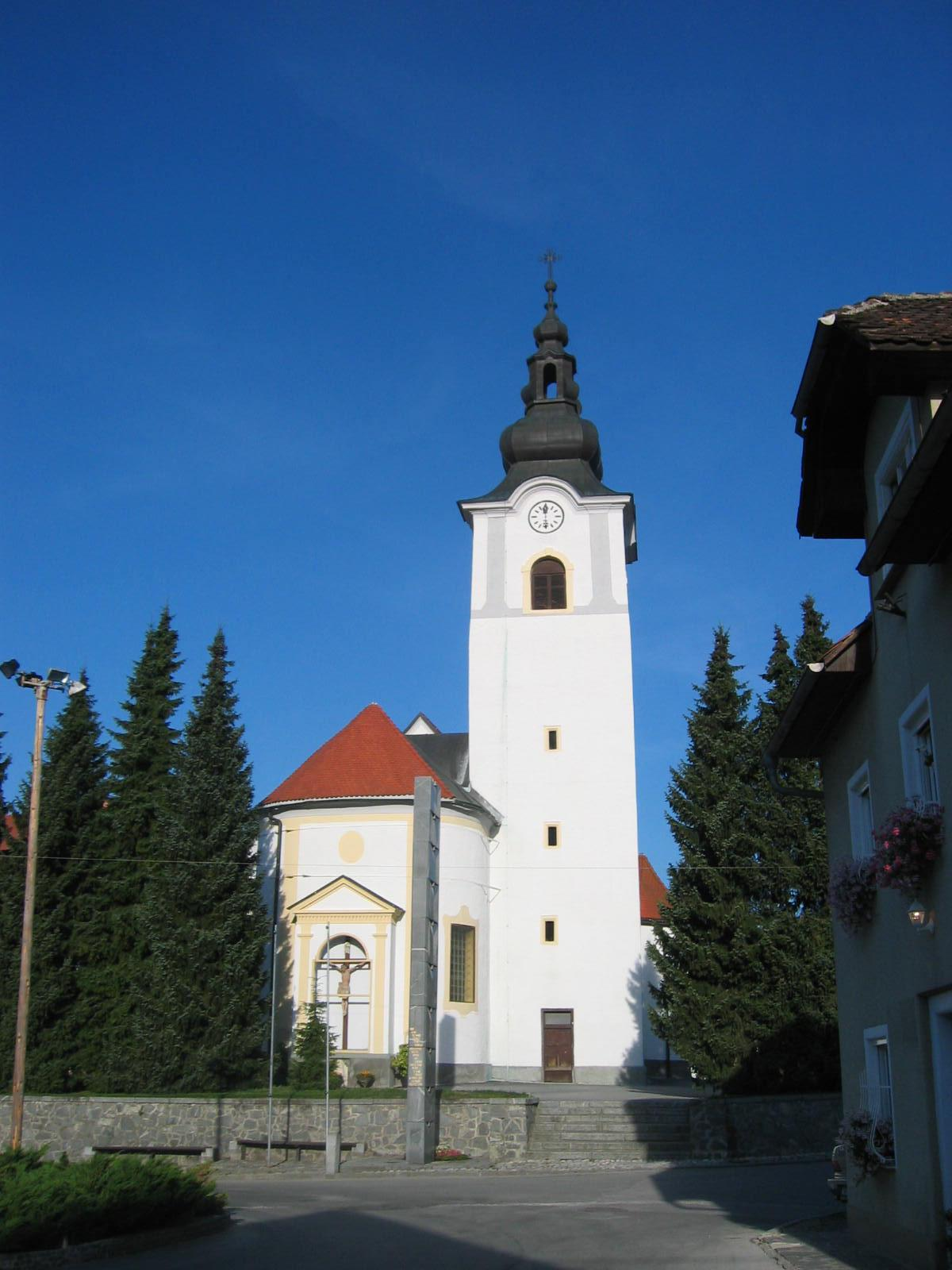
Rečica ob Savinji - Chiesa di San Canziano